# 77 (număr)
77 (șaptezeci și șapte) este numărul natural care urmează după 76 și este urmat de 78.

## În matematică
- 77 este un număr semiprim,[1][2] al 22-lea semiprim discret și primul semiprim de tipul 7q.
- Este suma pătratelor a trei numere întregi pozitive (77 = 42 * 52 * 62) și este suma primelor opt numere prime (77 = 2 + 3 + 5 + 7 + 11 + 13 + 17 + 19).
- Este un număr Blum, deoarece 7 și 11 sunt ambele prime gaussiene.[3][4]
- Este un număr Størmer.[5][6]
- Reprezintă numărul de cifre al celui de-al 12-lea număr perfect.[7]
- Este numărul de partiții întregi ale numărului 12.[8]

## În știință
- Este numărul atomic al iridiului.[9]

### Astronomie
- NGC 77 este o galaxie lenticulară în constelația Balena.
- Messier 77 este un galaxie spirală din constelația Balena.
- 77 Frigga este o planetă minoră.

## În istorie
În timpul celui de-al doilea război mondial, în Suedia, la granița cu Norvegia, „77” a fost folosit ca un shibboleth (parolă), deoarece pronunția dificilă în limba suedeză a dus la identificarea instantanee a naționalității vorbitorului: dacă era nativ suedez, norvegian sau german.

## În religie
În tradiția islamică, „77” este un număr proeminent. Se spune că Muhammad a explicat: „Credința are șaptezeci de ramuri, dintre care cea mai înaltă dintre toate este mărturisirea de credință: lā ilāha illa Allah (nu există nicio divinitate demnă de adorare în afară de Allah), iar cea mai joasă dintre ele este acțiunea de a îndepărta un lucru vătămător de pe un drum public. Modestia este o ramură a credinței.” În timp ce unii savanți se abțin de la a afla exact numărul de ramuri ale credinței, au fost sugerate diferite numere, 77 fiind cele mai frecvent.
Evanghelia după Luca enumeră 77 de generații de la Adam la Isus. În Evanghelia după Matei Petru întreabă: „De câte ori să-l iert pe fratele meu?”. Isus răspunde: „de șaptezeci și șapte de ori”. Totuși, nu s-a intenționat ca această expresie să fie interpretată ad litteram.

### În numerologia religioasă
În anumite sisteme numerologice bazate pe alfabetul englez, numărul 77 este asociat cu Iisus Hristos. CHRIST este C = 3, H = 8, R = 18, I = 9, S = 19, T = 20, valori care însumate fac 77.

## În alte domenii

Autoroute française 77

- 10-77 - cod 10 al Departamentului de Pompieri din New York City (FDNY) pentru incendiile din locuințe înalte multiple
- 77 Sunset Strip, un serial TV din 1950-60
- G77 (grupul celor 77 de state), o organizație internațională a Națiunilor Unite.
- 77, albumul de debut al Talking Heads, lansat în 1977
- The 77s, o trupă americană de rock
- Mai multe drumuri au acest număr, drumul european E77, AH77, Interstate 77, Autoroute A77, A77 etc.